# Анна Комнина Палеологина
Анна Комнина Палеологина (на средногръцки: Άννα Κομνηνή Παλαιολογίνα) е византийска принцеса, втора дъщеря на византийския император Михаил VIII Палеолог.
Анна е родена около 1260 г. Дъщеря е на византийския император Михаил VIII Палеолог и на съпругата му Теодора Ватацина. Анна е по-малка сестра на византийския император Андроник II и на българската царица Ирина Палеологина - съпруга на цар Иван Асен III.
Подобно на сестрите си и Анна е използвана от баща си като инструмент за укрепване на крехкото международно положение на възстановената през 1261 г. Византийска империя. Така, например, сестра ѝ Ирина е омъжена за претендента за българския престол Иван Асен III, което до голяма степен помага на византийското протеже да се закрепи за кратко на българския престол през 1279 г. В историята на Георги Пахимер се споменава, че василевсът първоначално планирал да омъжи Анна за Стефан Урош Милутин, по-малкия син на сръбски крал Стефан Урош I. От контекста може да се заключи, че това е станало през ранния период от управлението на Михаил VIII — около 1268-1269 г. Планираният брак обаче не се осъществява. От хрониката на Йоан Кантакузин става ясно, че по-късно Анна е омъжена за Димитър (Михаил) Дука Комнин Кутрулес Ангел, който е син на епирския деспот Михаил II Комнин Дука. За брака между двамата е издадено специално синодално разрешение, датирано от ноември 1278 г., тъй като Анна и бъдещият ѝ съпруг били роднини от шесто коляно. С този брак императорът цели да скрепи съюза с Епир, насочен срещу сицилианския крал Карл I Анжуйски.
Анна Комнина Палеологина умира около 1300 г. По ирония на съдбата овдовелият ѝ съпруг се влюбва и през 1301 г. се жени за българската принцеса Анна Тертер, дъщеря на Георги I Тертер, цар на България, която е една от съпругите на сръбския крал Стефан II Милутин — някогашен годеник на покойната Анна Палеологина.

### Цитирана литература
- ((de)) Trapp, Erich; Beyer, Hans-Veit; Walther, Rainer et al. (2001) [1976–1996]. 21350 Παλαιολογίνα, ῎Αννα Κοµνηνή. – Prosopographisches Lexikon der Palaiologenzeit, CD-ROM. Wien: Verlag der Österreichischen Akademie der Wissenschaften, ISBN 3-7001-3003-1, https://archive.org/details/ErichTrappProsopographischesLexikonDerPALAIOLOGENZEIT/mode/2up